# Ноемі Томас
Ноемі Томас (англ. Noemie Thomas, 4 лютого 1996) — канадська плавчиня.
Учасниця Олімпійських Ігор 2016 року.
Призерка Панамериканських ігор 2015 року.